# LWMMG
LWMMG — экспериментальный американский единый пулемёт, разработанный компанией General Dynamics. Название представляет собой аббревиатуру Lightweight Medium Machine Gun — облегчённый средний пулемёт.
LWMMG предназначен для заполнения ниши между едиными пулемётами винтовочного калибра и крупнокалиберными пулемётами.

## История
Необходимость в новом калибре для пулемёта возникла исходя из опыта войны в Афганистане и Ираке. В ходе которых патрули сталкивались с огнём из ДШК, не в состоянии ему что-либо противопоставить, так как стандартные пулемёты Mark 48 и M240 недостаточно убойны (особенно против техники) на расстоянии свыше 1000 метров, а Browning M2 слишком тяжёл для патрульных и разведывательно-диверсионных отрядов.
Ранее с подобным положением дел столкнулись снайперы, в результате чего Армия США стала использовать более дальнобойные патроны .300 Winchester Magnum в снайперских винтовках типа M2010.

## Описание
Оружие использует патрон .338 Norma Magnum (8,6×64 мм), с дульной энергией 6350 джоулей. Он весит 10 кг, что даже легче стандартного армейского пулемёта M240. Станок М192 весит 5,2 кг. LWMMG на сошках с боекомплектом в 500 патронов в лентах весит 37,6 кг, тогда как М240В на сошках с боекомплектом в 800 патронов в лентах весит 34,4 кг, а ПКМ с теми же 800 патронами в лентах примерно 32 кг. Без учёта веса патронных коробок.
Примечательна автоматика пулемёта. Так как он использует сверхмощный патрон при малом весе, то возникла необходимость как-то компенсировать сильную отдачу при выстреле. Инженеры General Dynamics использовали технологию «усреднения короткого импульса отдачи» (Short Recoil Impulse Averaging), ранее разработанную и запатентованную для облегчённого крупнокалиберного пулемёта XM806.
Пулемёт имеет быстросменные стволы, планки Пикатинни для крепления прицелов. Может использоваться с сошек и на станке.